# Mietshaus Lutherstraße 24 Goethestraße 60

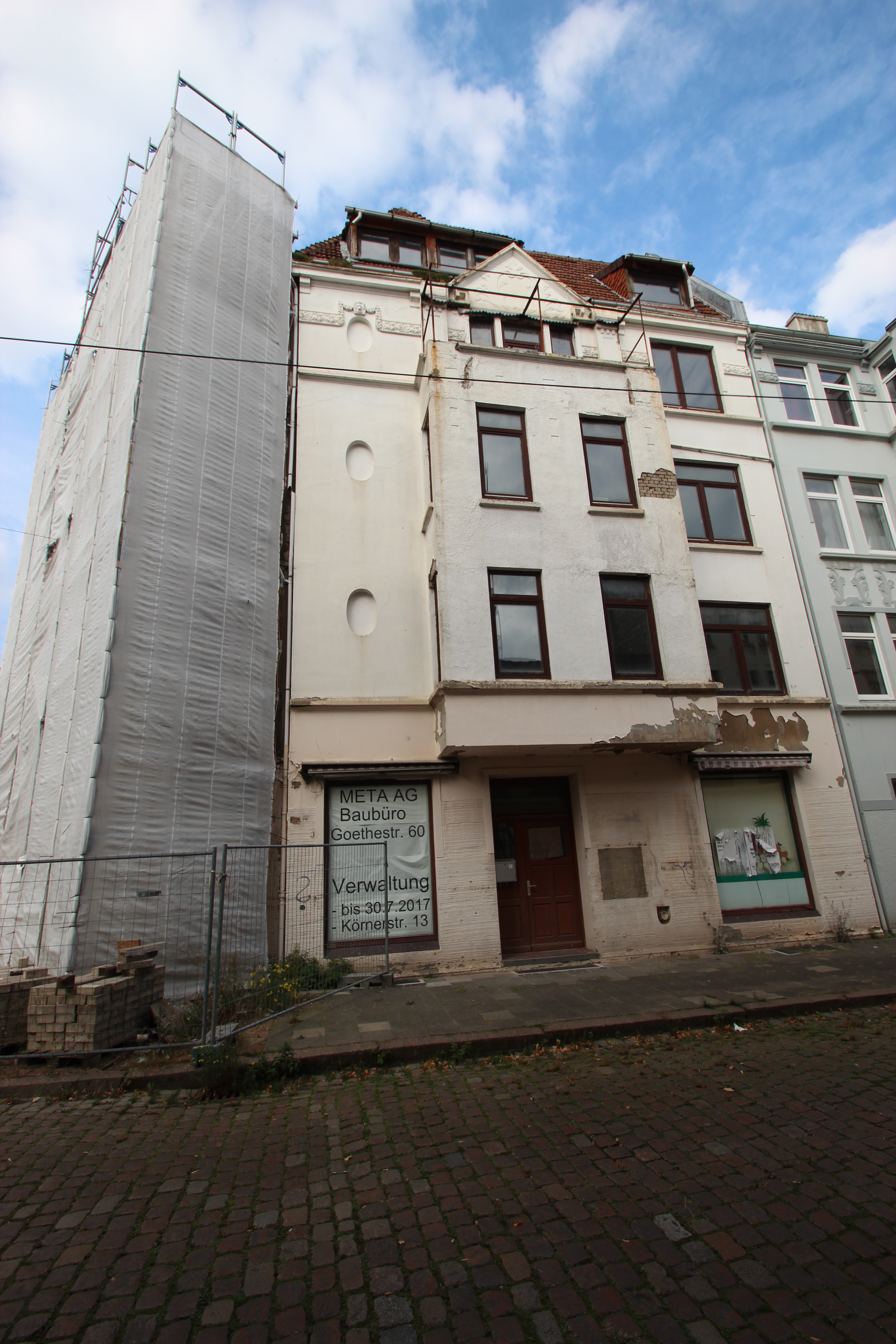
Ansicht Lutherstraße 24

Das Mietshaus Lutherstraße 24 Goethestraße 60 in Bremerhaven - Lehe entstand  bis 1910.
Das Gebäude steht seit 2017 unter Bremer Denkmalschutz.

## Geschichte
Der Flecken Lehe erlebte nach dem Ausbau der Häfen in Alt-Bremerhaven einen rasanten Aufschwung und die Anzahl der Einwohner wuchs von 1885 bis 1910 von 10.955 auf 37.457.

Das viergeschossige, verputzte Mietshaus im eklektizistischen Stil der Jahrhundertwende wurde in dieser Zeit für den Kaufmann Carl Schildhauer nach Plänen von Wilhelm Dardat aus Lehe gebaut. Das markante Eckgebäude an einer platzähnlichen Straßenausweitung hat eine prägende, sehr hohe Ausbildung des Walmdaches mit zwei dreigeschossigen Erkern, die über Traufe und First reichen. Die Giebel-Eckansicht wird bestimmt durch ein Fenster im Dach. Das Landesamt für Denkmalschutz befand: die... „losgelöste Architektursprache, ist aber zugleich auch eine Reminiszenz an die damals vorherrschende Architekturströmung, die man als Reformarchitektur bezeichnet, weil sie versuchte, durch den Rückgriff auf regional tradierte Stilformen den Historismus der Kaiserzeit zu überwinden.“

Das Gebäude wurde in den 2010er Jahren saniert.
Der Architekt Dardat hatte 1908 mit der Mietshausanlage Batteriestraße 59/63 eine ähnliche, ruhigere Eckbebauung an der Batteriestraße entworfen.

Viele Wohnhäuser vom auch denkmalgeschützten Ensemble Goethestraße entstanden von 1893 bis 1913.